# Pont sur le Célé
Le pont sur le Célé est un pont situé à Bagnac-sur-Célé, au-dessus du Célé, en France.  

## Localisation
Le pont est situé sur la commune de Bagnac-sur-Célé, dans le département français du Lot.

## Historique
Bien qu'appelé couramment pont romain, il n'a rien de romain. Il doit probablement dater du XIVe siècle, d'après Marcel Prade,  mais il a été réparé plusieurs fois.
L'édifice est inscrit au titre des monuments historiques le 11 janvier 1951.

## Description
Pont en arc de trois arches, légèrement ogival ou en plein cintre, de 6,70 m d'ouverture, avec des piles à avant-becs triangulaires effilés surmontés de glacis, sans arrière-becs.